# Дем'янюк Олексій Володимирович
Олексій Володимирович Дем'янюк (1958, Баранівка — 1999 р.) — спортсмен-легкоатлет, чемпіон СРСР зі стрибків у висоту. Майстер спорту міжнародного класу. Батько українського легкоатлета (стрибки у висоту), Дмитра Дем'янюка.

## Життєпис
Народився на Житомирщині 1958 року. Закінчив Баранівську середню школу № 1. Учнем захопився легкою атлетикою, першим наставником був Дмитро Іванович Присяжнюк. Займався разом з Валерієм Лебедюком і Володимиром Сусом, які теж досягли значних успіхів у спорті.
1978 р. став членом юніорської збірної СРСР. 1979 р. на першості Європи у ФРН, завоював п'яте місце. 1980 р. посів друге місце у чемпіонаті СРСР, виграв у змаганнях пам'яті братів Знаменських і був зарахований до збірної СРСР. Взяв участь в Олімпіаді-80, яка проходила у Москві. Цього ж 1980 р. став чемпіоном СРСР, за рік до цього завоював Кубок СРСР. Взяв участь у товариській зустрічі з легкоатлетами США і переміг, підкоривши висоту 2 м 33 см, що стала особистим рекордом і кращим результатом сезону у світі 1981 року. Був учасником альтернативних ігор «Дружба» 1984 року.
Олексій Дем'янюк впроваджував новаторські підходи в системі тренувань, які визнавали провідні спортсмени того часу. Він першим у світі придумав модель спеціалізованого стрибкового взуття, яку з часом світові фірми-виробники впровадили в своє виробництво.
Загинув 1999 року: його знайшли мертвим у кімнаті для затриманих на прикордонній заставі № 7 у місті Чоп на Закарпатті.

### Вшанування
В пам'ять про нього друзі започаткували міжнародний турнір зі стрибків у висоту «Меморіал Олексія Дем'янюка», який проходить у Львові. Щорічно турнір збирає 100—150 учасників з різних регіонів України та інших країн. Змагання проводяться як серед дитячих категорій, так і серед дорослих. Щорічно на Меморіалі Дем'янюка збираються кращі стрибуни України. Результати змагань завжди входять у топ кращих результатів сезону у світі на початку зимового легкоатлетичного сезону.